# انتخابات الرئاسة البلغارية 2006
انتخابات الرئاسة البلغارية 2006 هي الانتخابات الرئاسية التي جرت في 2006، في بلغاريا، لانتخاب رئيس بلغاريا، فاز بالانتخابات جيورجي بارفانوف.